# ضفدع مانتيلا ذهبي
ضفدع مانتيلا ذهبي (الٳسم العلمي: Mantella aurantiaca) (بالٳنجليزية: Golden mantella)، هو ضفدع بري صغير مستوطن في جزيرة مدغشقر. يتشر في مناطق محدودة للغاية تتمركز بالأساس في بلدة مورامانجا، بيباراسي وأمبوهيباري، ثم منطقتي توروتوروفوتسي ويتلاند شمال غرب أنداسيبي، و أخيراً في منطقة أمباكانا. وتعتبر هذه الضفادع واحدة من أكثر أنواع البرمائيات المهددة في مدغشقر بسبب توزيعها المحدود في منطقة تعرف ضغط هائل يسببه الٳستقرار البشري.

## الوصف والتصنيف
وصف عالم الزواحف الفرنسي فرانسوا موكوارد هذا النوع في عام 1900 بعد أن عثر على ذكر واحد يبلغ طوله 21.2 ملم. تم العثور على أفراد أخرين في الغابات يالمنطقة الواقعة بين بيفورانا ومورامانجا. يأتي اسم هذا النوع من الكلمة اللاتينية أورانتاكوس 'aurantiaca' والتي تعني الذهب.
المانتيلا الذهبية هي ضفادع ذات لون أصفر أو برتقالي أو أحمر، يحذر الجلد ذو الألوان الزاهية الحيوانات المفترسة من أن الضفدع سام، ويُعتقد أن الألوان اللامعة التي تظهرها المانتيلا الذهبية هي مثال على التكاثر، وتحذير الحيوانات المفترسة من الطبيعة السامة للضفدع. يبلغ حجمها بشكل موحد ما بين 20 و 26 ملم، وتظهر على الساق الداخلية لهذه الضفاضع علامات وميض حمراء، وطبلة أذنهم مرئية ولكنها صغيرة.

## البيئة والسلوك
تعتبر المانتيلا الذهبية ذات سلوك موسمي للغاية وتظل غير نشطة إلى حد كبير خلال أشهر الشتاء من ماي إلى أكتوبر. وعندما تهطل الأمطار وترتفع درجات الحرارة، تخرج الضفادع من الاختباء ٳلى الأراضي الرطبة الصغيرة للتكاثر، وغالبًا ما يتواصل الذكور من مواقع مخفية بالقرب من مصدر المياه. ٳن الأصوات التي يصدرونها هي عبارة عن نقرات متكررة و مميزة إلى حد ما، فلا يبدو أن الضفادع تنخرط في تذبذب نموذجي، بل يحرك الذكر نفسه فقط على ظهر الأنثى في تعانق افتراضي. يوضع البيض على الأرض في بقايا الأوراق الرطبة بالقرب من الماء وعندما تهطل الأمطار، تَنقل الضفادع الصغيرة إلى الماء.
المانتيلا الذهبية لديها نظام غذائي يتكون بالأساس من اللافقاريات الصغيرة. في البرية، يتكون هذا بشكل أساسي من العث والنمل والذباب. وتستمد الضفادع سمومها الجلدية من نظامها الغذائي ، بحيث تشمل هذه السموم سم البوميليوتوكسين، وسم الوبيوميليوتوكسين، وقلويدات الذيفان المتجانس، والبيروليزيدين، والإندوليزيدينات والكينوليزيدين. لكن وعلى الرغم من كونها سامة، فقد لوحظ أن ثعبان الماء الجانبي وبعض الأنواع من الجعروريات يفترس هذا النوع.

## روابط خارجية
- صور ضفدع مانتيلا ذهبي أحمر اللون
- ضفدع مانتيلا الذهبي - رعاية البرمائيات
- أمفيبياويب : ضفدع مانتيلا الذهبي
- رعاية البرمائيات: ورقة رعاية مانتيلا الذهبي